# Ходлер, Хектор
Хектор Ходлер (Гектор Годлер) (нем. Hector Hodler; 1 октября 1887, Женева — 31 марта 1920, Лезен) — швейцарский эсперантист, оказавший большое влияние на раннее эсперанто-движение.

## Биография
Ходлер был сыном швейцарского живописца Фердинанда Ходлера, который после периода бедности внезапно стал очень обеспеченным человеком. В возрасте 16 лет Хектор Ходлер вместе со своим одноклассником Эдмоном Прива выучили эсперанто и вскоре основали клуб и журнал Молодой эсперантист (эсп. Juna Esperantisto). Школьная скамья была их редакционным офисом в течение пяти лет, пока они управляли производством журнала, его рассылкой и отвечали на корреспонденцию. Несколько позже они познакомились с языками неутраль и болак, чтобы самостоятельно убедиться, был ли эсперанто действительно «лучшим» международным языком. Кроме журнала «Молодой эсперантист», Ходлер писал статьи для журнала Tra La Mondo (Вокруг света) и перевёл популярную новеллу «Поль и Виржини» Ж.-А.Бернардена де Сен-Пьера (1905).
В 1906 году, когда проходил 2-й всемирный конгресс эсперантистов, он увидел в организационных предложениях Теофиля Руссо и Альфонса Карлеса шанс для консулов эсперанто (эсп. konsuloj) реализовать его план по организации взаимопомощи среди людей доброй воли. Это было зачатком Всемирной ассоциации эсперанто (эсп. Universala Esperanto Asocio, UEA), соучредителем которой Ходлер впоследствии стал.
В 1907 году он принял должность редактора журнала Esperanto от его основателя Пола Бертло и сделал его значимым журналом в организационных вопросах языкового сообщества. Esperanto содержал и множество статей об общественной жизни, подобно существующему журналу Monato (Месяц). Ходлер был редактором Esperanto в течение 13 лет, вплоть до своей смерти (за исключением шести месяцев в 1914 во время Первой мировой войны). Всё это создавалось как публикации, связанные с UEA. Он написал и перевёл много важных статей и предлагал переводить шедевры вместо тривиальных вещей. Свои статьи Ходлер подписывал инициалами A. R.
Предложения Руссо и Карлеса были объединены с его планами и вынесены на обсуждение в журнале. Они получили тёплый приём. На 3-м всемирном конгрессе эсперантистов в 1907 году было уже приблизительно 200 консулов (делегатов). Ходлер совместно с Теофилем Руссо и другими единомышленниками 28 апреля 1908 года основали Всемирную ассоциацию эсперанто. Ходлер стал её генеральным директором и вице-президентом. Ходлер был другом и коллегой Эдуарда Штеттлера, а Эдмон Прива был одним из его редакторов. Ходлер хотел использовать журнал, «чтобы установить сильную связь солидарности среди носителей разнообразных языков». Во время первой мировой войны Ходлер с тогдашним секретарём Всемирной ассоциации Хансом Якобом организовал Службу помощи военного времени (англ. Wartime Assistance, эсп. Dummilita Helpservo) занимавшуюся тем, что помогала людям находить попавших в плен родственников. За всё время работы Службе удалось найти около 300 000 военнопленных.
После гибели в 1916 году президента UEA Гарольда Муди пост президента Всемирной ассоциации эсперанто оставался вакантным до окончания войны, и следующим её президентом в 1919 году был избран Ходлер.
Областями особого интереса Ходлера были социальные вопросы, пацифизм и защита животных. Прива написал о нём:

«К тому, что гений Заменгофа начал в лингвистической области, он добавил необходимую базу в социальной сфере».
Оригинальный текст (эсп.)«Al tio, kion iniciatis la genio de Zamenhof sur kampo lingva, li aldonis la necesan bazon sur la kampo socia».

Согласно статье Ласло Гальки в Энциклопедии эсперанто:

«Его благородный дух и человечность может охарактеризовать случай, когда в Женеве он присоединился к местному обществу защиты животных, то сказал, что хотел бы сделать UEA ассоциацией защиты людей».
Оригинальный текст (эсп.)«estas karakterize por lia nobla animo kaj humaneco, ke en Ĝenevo li aliĝis al la loka bestprotekta societo, kaj diris, ke li ŝatus fari el UEA asocion, por protekti la homojn».

В последние несколько лет своей жизни, когда он был уже довольно болен, Ходлер сосредоточился, главным образом, на научных проблемах. В 1916 он написал 387-страничную работу на французском языке о мирном содружестве народов.
После смерти Ходлера в 1920 году согласно его завещанию UEA был передан журнал Esperanto и его эсперанто-библиотека, которая в наши дни носит его имя, а также крупная денежная сумма, чтобы гарантировать её длительное существование.